# SMILE (ソフトウェア)
SMILE（スマイル）は大塚商会およびその子会社のOSK (ソフトウェア)が開発・販売する業務管理ソフトウェアパッケージである。

## 概要
主に小規模から中規模程度の企業用の業務管理ソフトウェア群。各業種ごとに様々なモジュールが用意されている
。サーバやクライアントのOSはMicrosoft Windows系。一部機能はスマートホン対応。
2017年に行われた国内中小企業のERPシェアの調査ではトップの富士通GLOVIAに次ぎ、SAP ERPと同率の2位
2020年4月には他社のクラウドサービスとの連携用APIを発表。

## モジュール

### 基幹系モジュール
- 販売
- 会計
- 人事給与

### 情報系モジュール
- ワークフロー
- ドキュメント管理
- スケジューラ
- コミュニケーション

### 業務別モジュール
- 生産革新 Fu-jin - 組立中心の製造業用の生産管理
- 生産革新 Raijin - 量産品とオーダーメイドの両方に対応した生産管理
- 生産革新 Ryu-jin - 内示や予測、確定受注を元にした生産管理
- 生産革新 Blendjin - 原材料の複雑な配合を管理する生産管理
- コストマネージャー - プロジェクトごとの原価の予実管理
- POWER見積 - 建設業向けの見積管理
- トラックスター - 運送業向け販売管理
- ApaRevo - アパレル業向け販売管理
- FOODMASTER - 食品卸売業向け販売管理
- PowerSteel - 鋼材管理に対応した販売管理
- PowerCubic - 建材や木材の管理に対応した販売管理
- Quick出版 - 出版業向け販売管理
- Smart通販 - 通信販売業向け販売管理
- B.M.Manager - ビルメンテナンス業向け販売管理
- HyperRecycle - 廃棄物処理業向け販売管理
- レンタレンジ - レンタル業向け販売管理
- Project Director - サービス業向けプロジェクト収支管理